# Julien Tiersot
Julien Tiersot (Bourg-en-Bresse, 5 de julio de 1857 - París, 10 de agosto de 1936) fue un etnógrafo, musicólogo y compositor francés.  Es considerado un pionero de la etnomusicología.
En sus inicios como compositor, Tiersot se vio seriamente interesado por la música popular de Francia, por lo que en 1889 publicó un artículo titulado Histoire de la chanson populaire en France (Historia de la canción popular en Francia), en donde se trata de plantear una historia de este tipo de música, mediante la vinculación a fuentes académicas. Ese artículo fue mal visto y criticado por sus contemporáneos.
Con el paso del tiempo, Tiersot se vio interesado en las composiciones de compositores como Bedřich Smetana, La familia Couperin, Johann Sebastian Bach y Hector Berlioz.
Tiersot cantó la parte de tenor en el estreno de Duo de l'ouvreuse de l'Opéra-Comique et de l'employé du Bon Marché, una composición de Emmanuel Chabrier, en abril de 1988.
En 1917, el compositor suizo Arthur Honegger escribió un poema sinfónico basado en tres temas que encontró en las notas relativas a la etnografía musical de Tiersot.

## Publicaciones destacadas
- Histoire de la chanson populaire en France, 1889.
- Promenades musicales à l'exposition, Les danses javanaises, 1889.
- Chants populaires pour les écoles, poèmes de Maurice Bouchor, 1897.
- Chansons populaires recueillies dans les Alpes françaises, 1903.
- Hector Berlioz et la société de son temps, 1904.
- Notes d'ethnographie musicale, 1905–1910.
- La Musique dans la comédie de Molière, 1921.
- Les Couperin, 1926.
- Smetana, 1926.
- Musique aux temps romantiques, 1930.
- La Chanson populaire et les écrivains romantiques, 1934.
- J. S. Bach, 1934.
- Lettres françaises de Richard Wagner, 1935.
- Mélodies populaires des Provinces de France ( sin fecha específica ).

- Datos: Q547630
- Multimedia: Julien Tiersot / Q547630